# Ereprijsvedermot
De ereprijsvedermot (Stenoptilia pterodactyla) is een nachtvlinder uit de familie Pterophoridae (vedermotten). De spanwijdte bedraagt tussen de 20 en 28 millimeter.
Het verspreidingsgebied van de vlinder beslaat Noord-Amerika, Europa en Klein-Azië. In Nederland is het een algemene vlinder en een van de meest voorkomende uit de vedermottenfamilie.
De waardplant van de rupsen is gewone ereprijs. De vliegtijd loopt van eind juni tot en met augustus.